# 超越巡迴演唱會
超越巡迴演唱會（西班牙語：Más Allá Tour），是音樂團體CNCO的首個巡迴演唱會，以宣傳他們的首張專輯《第一次約會》。巡演於2017年2月26在玻利維亞科恰班巴開始，2018年3月18日在哥斯大黎加阿拉胡埃拉正式完結。

## 表演曲目
此列表僅顯示在2017年4月1日於多明尼加聖多明哥表演的歌曲，並非代表所有場次的表演歌曲。
1. 超越
Más Allá
2. 簡單
Tan Fácil
3. 墜入愛河
Para Enamorarte
4. 彗星
Cometa
5. Cien
6. 你的光
Tu Luz
7. 心口上的子彈
Disparo al Corazón (翻唱自瑞奇·馬丁)[A]
8. 慢慢來
Despacito (翻唱自路易斯·方辛)[B]
9. 憐憫之心
Mercy (翻唱自肖恩·曼德斯)[C]
10. 我已知曉
Ya Me Enteré (翻唱自雷克樂團)[D]
11. 毒藥如摯愛/再次與你共舞
Can't Feel My Face/One Dance (翻唱自威肯和德瑞克)[E]
12. 把我的心回饋給我
Devuelveme Mi Corazón
13. 24K愛情魔法
24K Magic (翻唱自布魯諾·馬爾斯)
14. 再見
Volverte a Ver
15. 再次孤單
Otra Vez (翻唱自Zion & Lennox cover)
16. 我不明白
No Entiendo
17. 嘿,DJ
Hey DJ
18. 我想
Quisiera
19. 第一次約會
Primera Cita
20. 慢雷鬼 (讓我們跳舞)
Reggaetón Lento (Bailemos)

- 在特定場次，理查德會選擇翻唱J·巴爾文的"狩獵"而非"毒藥如摯愛/再次與你共舞"。

1. ↑  由埃里克·布賴恩·科隆演唱
2. ↑  由克里斯托弗·韋萊斯演唱
3. ↑  由喬爾·皮門特爾演唱
4. ↑  由扎布迪埃爾·德耶穌演唱
5. ↑  由理查德·卡馬喬演唱

## 取消場次
| 日期       | 城市     | 國家/地區 | 場館           | 取消原因   |
| ---------- | -------- | --------- | -------------- | ---------- |
| 31/03/2017 | 瓦倫西亞 | 委內瑞拉  | 委內瑞拉運動場 | "後勤問題" |
| 31/10/2017 | 阿雷基帕 | 秘魯      | Galdoz會議中心 | "後勤問題" |
| 1/11/2017  | 利馬     | 秘魯      | 秘魯賽馬會     | "後勤問題" |

## 備註
1. 1 2  The concerts of October 31, 2017 in Arequipa and November 1, 2017 in Lima are part of the Fiesta Latina Festival.[2]